# نمط ظاهري مناعي
النمط الظاهري المناعي (بالإنجليزية: Immunophenotyping)‏ هو تقنية تستخدم لدراسة البروتين الذي تعبر عنه الخلايا. يشيع استخدام هذه التقنية في البحوث العلمية الأساسية والغرض التشخيصي للمختبر. يمكن القيام بذلك على قسم الأنسجة (الأنسجة الطازجة أو الثابتة) وتعليق الخلايا [الإنجليزية] إلخ. مثال على ذلك هو اكتشاف الواسم الورمي (علامة الورم) كما هو الحال في تشخيص ابيضاض الدم. النمط الظاهري المناعي ينطوي على وضع العلامات على خلايا الدم البيضاء والأجسام المضادة الموجهة ضد البروتينات السطحية على الغشاء. عن طريق اختيار الأجسام المضادة المناسبة يمكن تحديد تمايز خلايا ابيضاض الدم بدقة. تتم معالجة الخلايا الموسومة في عداد الكريات التدفق وهي أداة تستند إلى الليزر قادرة على تحليل الآلاف من الخلايا في الثانية الواحدة. يمكن إجراء العملية بأكملها على خلايا الدم أو النخاع العظمي أو السائل الفقري خلال بضع ساعات.[بحاجة لمصدر]

## روابط خارجية
- Immunophenotyping في المكتبة الوطنية الأمريكية للطب نظام فهرسة المواضيع الطبية (MeSH).